# Siphosturmia ruficaudus
Siphosturmia ruficaudus är en tvåvingeart som beskrevs av Thompson 1963. Siphosturmia ruficaudus ingår i släktet Siphosturmia och familjen parasitflugor. Inga underarter finns listade i Catalogue of Life.